# Mosquiter pàl·lid
El mosquiter pàl·lid o ull de bou pàl·lid (Phylloscopus bonelli) és una espècie d'ocell de la família dels fil·loscòpids (Phylloscopidae). Habita l'Europa Central i mediterrània, i hiverna a l'Àfrica Occidental. El seu estat de conservació es considera de risc mínim.
És comú a la Catalunya continental i migratori a les Balears. Viu a la majoria dels boscos catalans, tot i que prefereix els de coníferes, i, fins i tot, és un dels comptadíssims ocells insectívors que s'habitua als boscos de repoblació.

## Morfologia
Fa 11 cm de llargària total. És grisós per sobre i blanc immaculat per sota. Té les bandes de sobre l'ull de color crema i el carpó groguenc. Primàries i rectrius amb marges verd groguenc clar. Secundàries amb marges clars que creen un panell pàl·lid amb l'ala plegada. Terciàries fosques amb contrastats marges blanquinosos. Anell ocular pàl·lid no trencat. Auriculars gris clar i brides clares. Cella pàl·lida molt poc marcada. Potes gris terroses.

## Ecologia
Menja insectes, larves i aràcnids. A la tardor també menja baies.Per a niar cerca els vessants més assolellats i lluminosos dels boscos amb clarianes i, a terra, la femella basteix un niu cobert, amb fulles, arrels, molsa i pèl. Al maig pon 4-6 ous, els quals seran covats durant 13 dies, dos més que els que necessiten els pollets nounats per aprendre a volar.